# الشرعبي (القفر)

تعديل مصدري - تعديل

الشرعبي محلة تابعة لقرية الحشاشي، التابعة لعزلة بني جماعة بمديرية القفر إحدى مديريات محافظة إب في الجمهورية اليمنية، بَلغ تَعداد سُكانها 58 حَسب تعداد اليمن لعام 2004.